# U-525
| U-527                      | U-527                                                                      | U-527                                                                      |
| -------------------------- | -------------------------------------------------------------------------- | -------------------------------------------------------------------------- |
|                            |                                                                            |                                                                            |
|                            |                                                                            |                                                                            |
|                            |                                                                            |                                                                            |
| Під прапором               | Третій рейх                                                                | Третій рейх                                                                |
| Спуск на воду              | 20 травня 1942 року                                                        | 20 травня 1942 року                                                        |
| Виведений зі складу флоту  | 11 серпня 1943 року                                                        | 11 серпня 1943 року                                                        |
| Сучасний статус            | затоплений                                                                 | затоплений                                                                 |
| Проєкт                     |                                                                            |                                                                            |
| Тип ПЧ                     | Дизельний підводний човен                                                  | Дизельний підводний човен                                                  |
| Основні характеристики     |                                                                            |                                                                            |
| Швидкість (надводна)       | 19 вузлів                                                                  | 19 вузлів                                                                  |
| Швидкість (підводна)       | 7,3 вузла                                                                  | 7,3 вузла                                                                  |
| Гранична глибина занурення | 230 м                                                                      | 230 м                                                                      |
| Екіпаж                     | 48 особи                                                                   | 48 особи                                                                   |
| Розміри                    |                                                                            |                                                                            |
| Довжина найбільша (по КВЛ) | 76,8 м                                                                     | 76,8 м                                                                     |
| Ширина корпусу найб.       | 6,9 м                                                                      | 6,9 м                                                                      |
| Висота                     | 9,6 м                                                                      | 9,6 м                                                                      |
| Середня осадка (по КВЛ)    | 4,7 м                                                                      | 4,7 м                                                                      |
| Водотоннажність надводна   | 1144 т                                                                     | 1144 т                                                                     |
| Озброєння                  |                                                                            |                                                                            |
| Артилерія                  | 1 × 88-мм палубна гармата SK C/32                                          | 1 × 88-мм палубна гармата SK C/32                                          |
| Торпедно- мінне озброєння  | 4 носових і два кормових ТА. 22 торпеди або 44 міни TMA чи 66 TMB          | 4 носових і два кормових ТА. 22 торпеди або 44 міни TMA чи 66 TMB          |
| ППО                        | 1 × 37-мм зенітна гармата SKC/30 2 (1 × 2) × 20-мм зенітні гармати FlaK 30 | 1 × 37-мм зенітна гармата SKC/30 2 (1 × 2) × 20-мм зенітні гармати FlaK 30 |

U-525 — німецький підводний човен типу IXC/40, часів  Другої світової війни.
Замовлення на будівництво човна було віддане 15 серпня 1940 року. Човен був закладений на верфі «Deutsche Werft» у Гамбурзі 10 вересня 1941 року під заводським номером 340, спущений на воду 20 травня 1942 року, 30 липня 1942 року увійшов до складу 4-ї флотилії. За час служби також входив до складу 10-ї флотилії. Єдиним командиром човна був корветтен-капітан Ганс-Йоахім Древіц.
За час служби човен зробив 3 бойові походи, в яких потопив 1 судно водотоннажністю 3454 брт.
Потоплений 11 серпня 1943 року в Північній Атлантиці північно західніше Азорських островів (41°29′ пн. ш. 38°55′ зх. д. / 41.483° пн. ш. 38.917° зх. д.) глибинними бомбами та торпедами бомбардувальників «Евенджер» та «Вайлдкет» з ескортного авіаносця ВМС США «Кард». Всі 54 члени екіпажу загинули.

## Потоплені та пошкоджені кораблі[3]
| Назва    | Тип            | Належність      | Дата           | Тоннаж (БРТ) | Вантаж | Статус    | Місце                                                       |
| Radhurst | вантажне судно | Велика Британія | 20 лютого 1943 | 3 454        | Баласт | потоплено | 49°50′ пн. ш. 41°50′ зх. д. / 49.833° пн. ш. 41.833° зх. д. |